# Останов

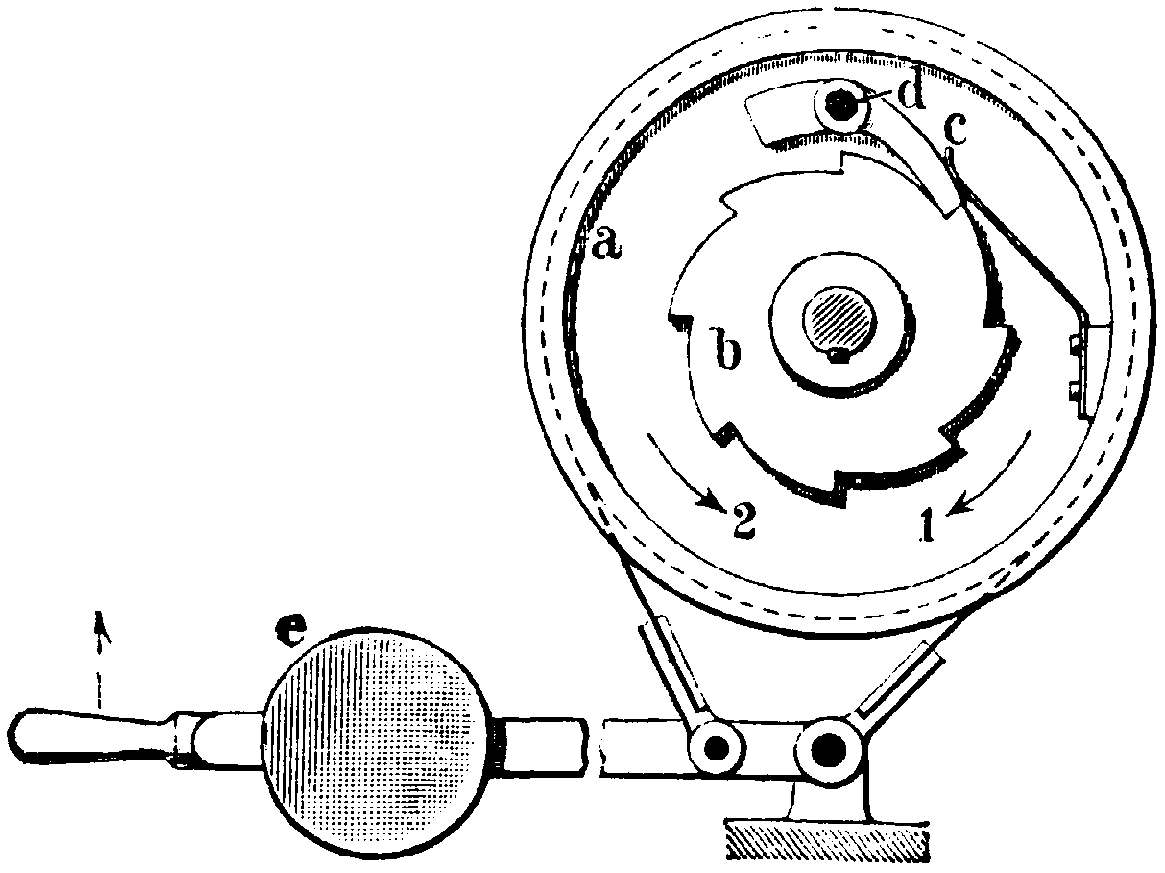
Храповый останов.

Остано́в— вид механического тормозного устройства, предназначенный исключительно для удержания груза при его стремлении к движению.
По принципу действия остановы можно разделить на остановы с храповым механизмом (храповое колесо с «собачкой», тормаза)  и фрикционные остановы (в которых груз удерживается за счёт силы трения), в другом источнике указаны как Изделия фрикционные тормозные. Из фрикционных остановов наибольшее распространение получили роликовые остановы. Например лебёдки обязательно снабжается специальными приспособлениями (храповое колесо с «собачкой», тормаза), делающими невозможным самопроизвольный спуск груза при остановке двигателя и обеспечивающими плавный спуск поднятого груза.
В храповых остановах в зависимости от величины действующих сил, скоростей движения, назначения механизма храповые колёса изготавливают из чугуна марки СЧ-15-32, стали марок 55 ЛП, 35 ЛП, 45.
В отличие от механических тормозов, остановы не препятствуют подъёму груза (то есть, являются устройствами одностороннего действия). В то же время, остановы исключают самопроизвольное опускание груза. Другой отличительной особенностью останова перед тормозом является резкая (почти моментальная) блокировка груза, что по существу нельзя считать торможением.
Остановы нашли широкое применение в подъёмно-транспортных машинах.